# New York Open 2020
Il New York Open 2020 è stato un torneo di tennis che si è giocato sul cemento indoor presso il Nassau Veterans Memorial Coliseum di New York. È stata la terza edizione del torneo, facente parte della categoria ATP Tour 250 nell'ambito dell'ATP Tour 2020. Il torneo si è giocato fra il 10 e il 16 febbraio 2020.

## Partecipanti

### Teste di serie
| Nazionalità | Giocatore         | Ranking* | Testa di serie |
| ----------- | ----------------- | -------- | -------------- |
| Stati Uniti | John Isner        | 18       | 1              |
| Canada      | Milos Raonic      | 32       | 2              |
| Stati Uniti | Reilly Opelka     | 38       | 3              |
| Francia     | Ugo Humbert       | 43       | 4              |
| Stati Uniti | Tennys Sandgren   | 56       | 5              |
| Serbia      | Miomir Kecmanović | 57       | 6              |
| Regno Unito | Cameron Norrie    | 61       | 7              |
| Regno Unito | Kyle Edmund       | 64       | 8              |

* Ranking al 4 febbraio 2019.

### Altri partecipanti
I seguenti giocatori hanno ricevuto una Wild Card per il tabellone principale:
- Brayden Schnur
- Brian Shi
- Jack Sock

I seguenti giocatori sono entrati nel tabellone principale passando dalle qualificazioni:

- Jason Jung
- Paolo Lorenzi
- Danilo Petrović
- Gō Soeda

### Ritiri
Prima del torneo
- Nick Kyrgios → sostituito da  Marcos Giron
- Kei Nishikori → sostituito da  Damir Džumhur
- Sam Querrey → sostituito da  Dominik Koepfer

## Partecipanti al doppio

### Teste di serie
| Nazione       | Giocatore         | Nazione     | Giovatore      | Ranking* | Testa di serie |
| ------------- | ----------------- | ----------- | -------------- | -------- | -------------- |
| Stati Uniti   | Austin Krajicek   | Croazia     | Franko Škugor  | 76       | 1              |
| Messico       | Santiago González | Regno Unito | Ken Skupski    | 83       | 2              |
| Nuova Zelanda | Marcus Daniell    | Austria     | Philipp Oswald | 87       | 3              |
| Regno Unito   | Luke Bambridge    | Giappone    | Ben McLachlan  | 90       | 4              |

* Ranking aggiornato al 3 febbraio 2020.

### Altri partecipanti
Le seguenti coppie hanno ricevuto una wildcard per il tabellone principale:
- John Isner /  Tommy Paul
- Shawn Jackson /  Ostap Kovalenko

## Campioni

### Singolare
Kyle Edmund ha sconfitto in finale  Andreas Seppi con il punteggio di 7-5, 6-1.
- È il secondo titolo in carriera per Edmund, il primo della stagione.

### Doppio
Dominic Inglot /  Aisam-ul-Haq Qureshi hanno sconfitto in finale  Steve Johnson /  Reilly Opelka con il punteggio di 7–6(5), 7–6(6).